# Àcid 6-aminopenicil·lànic
L'àcid 6-aminopenicil·lànic (6-APA) és un compost químic que forma el nucli fonamental de la molècula dels antibiòtics del grup de les penicil·lines i usat en la fabricació de penicil·lines sintètiques. L'estructura comprèn un anell de β-lactama unit a un anell tiazolidínic. L'addició de diferents molècules sobre el 6-aminopenicil·lànic determina la farmacologia essencial i les propietats antibacterianes dels compostos així formats.